# Bonneuil-les-Eaux
Bonneuil-les-Eaux is een gemeente in het Franse departement Oise (regio Hauts-de-France) en telt 751 inwoners (1999). De plaats maakt deel uit van het arrondissement Clermont.

## Geografie
De oppervlakte van Bonneuil-les-Eaux bedraagt 18,2 km², de bevolkingsdichtheid is 41,3 inwoners per km².
De onderstaande kaart toont de ligging van Bonneuil-les-Eaux met de belangrijkste infrastructuur en aangrenzende gemeenten.

## Demografie
Onderstaande figuur toont het verloop van het inwonertal (bron: INSEE-tellingen).